# Asociace (fytocenologie)
Asociace (associatio) je ekologický termín, který označuje výrazný typ rostlinného společenstva s určitým floristickým složením. Poprvé byl specifikován a vysvětlen zakladatelem fytogeografie Alexandrem von Humboldtem v roce 1805.
V dnešním pojetí se jedná o nejnižší hlavní úroveň (rank) fytocenologických jednotek. Její nejbližší hlavní nadřazenou jednotkou je svaz. Jméno asociace se tvoří z vědeckého názvu rostlinného druhu (nebo názvu dvou druhů oddělené spojovníkem) a přidává se koncovka -etum. Příklad: Galio sylvatici-Carpinetum betuli Oberdorfer 1957. Za jménem se uvádí autor jména a rok, kdy ho popsal. Nomenklatura syntaxonů včetně jmen asociací se řídí podle Mezinárodního kódu fytocenologické nomeklatury.